# Galenia
Galenia es un género con 45 especies de plantas suculentas perteneciente a la familia Aizoaceae.

## Descripción
Galenia crece como arbusto o planta perenne. Sus entrenudos son papilosos o calvos. Las hojas son opuestas o alternas, lanceoladas a aciculares. Su epidermis es  más o menos brillante  inicialmente y posteriormente se vuelve blanca. Las flores son más o sésilesen cimas. 
Es una hierba anual o bienal. Tiene tallos de hasta 70 cm de altura, postrados, papilosos, con pelos adpresos y escamas de hasta 2 mm, fusiformes y fijas por su punto medio. Hojas de hasta 18 x 9 mm, lobado-espatuladas, agudas, alternas o agrupadas en la axila de los ramillos, carnositas, con pelos y escamas semejantes a las de los tallos. Flores bracteadas. Tépalos de hasta 3 mm, oblongo-lanceolados, de márgenes membranáceos y zona media dorsal pelosa, de color amarillo pálido o verdoso. Cápsula persistente, incluida en el tubo periántico y en la base de la bráctea.

## Taxonomía
Galenia fue descrito por el científico, naturalista, botánico y zoólogo sueco, Carlos Linneo, y publicado en Species Plantarum 1: 359 (1753). La especie tipo es: Galenia africana L.

## Especies aceptadas
A continuación se brinda un listado de las especies del género Galenia aceptadas hasta julio de 2011, ordenadas alfabéticamente. Para cada una se indica el nombre binomial seguido del autor, abreviado según las convenciones y usos.
Galenia subg. Galenia
- Galenia africana L.
- Galenia ecklonis Walp.
- Galenia hispidissima Fenzl ex Sond.
- Galenia namaensis Schinz
- Galenia procumbens L.f.
- Galenia rigida Adamson

Galenia subg. Kolleria Fenzl
- Galenia acutifolia Adamson
- Galenia affinis Sond..
- Galenia collina (Eckl. & Zeyh.) Walp.
- Galenia crystallina (Eckl. & Zeyh.) Sond.
- Galenia cymosa Adamson
- Galenia dregeana Fenzl ex Sond.
- Galenia exigua Adamson
- Galenia filiformis (Thunb.) N.E.Br.
- Galenia fruticosa (L.f.) Sond.
- Galenia glandulifera Bittrich
- Galenia hemisphaerica Adamson
- Galenia herniariifolia (C.Presl) Walp.
- Galenia meziana K.Muell.
- Galenia pallens (Eckl. & Zeyh.) Walp.
- Galenia papulosa (Eckl. & Zeyh.) Sond.
- Galenia portulacacea Fenzl ex Sond.
- Galenia prostrata G.Schellenb.
- Galenia pruinosa Sond.
- Galenia pubescens (Eckl. & Zeyh.) Druce
- Galenia sarcophylla Fenzl ex Sond.
- Galenia secunda (L.f.) Sond.
- Galenia squamulosa (Eckl. & Zeyh.) Fenzl ex Sond.
- Galenia subcarnosa Adamson